# سوت‌زن شاهوار
سوت‌زن شاهوار (نام علمی: Pachycephala schlegelii) یک گونه از پرندگان خانواده سردرشتان است. این گونه بومی ارتفاعات گینه نو است. زیستگاه طبیعی آن جنگل‌های کوهستانی مرطوب نیمه‌گرمسیری یا گرمسیری است.

## زیرگونه‌ها
سه زیرگونه شناخته شده‌است:
- P. s. schlegelii – هرمان اشلگل، 1871: در شمال غرب گینه نو
- P. s.cyclopum - هارترت، 1930: در شمال مرکزی گینه نو
- P. s. obscurior – هارترت، 1896: در غرب – مرکز تا شرق گینه نو